# Heyday (The Church)
Heyday è il quarto album in studio del gruppo rock australiano The Church, pubblicato nel 1985.

## Tracce
1. Myrrh – 4:19
2. Tristesse – 3:29
3. Already Yesterday – 4:14
4. Columbus – 3:50
5. Happy Hunting Ground – 5:31
6. As You Will – 4:44
7. Tantalized – 4:59
8. Disenchanted – 3:55
9. Night of Light – 4:47
10. Youth Worshipper – 3:43
11. Roman – 3:51
12. The View – 3:44
13. Trance Ending – 4:48

## Formazione
- Steve Kilbey - basso, voce (1-5, 7-11, 13)
- Peter Koppes - chitarra, cori, voce (6)
- Marty Willson-Piper - chitarra, cori, voce (12)
- Richard Ploog - batteria, cori, percussioni